# Donde reside el horror (libro)
Donde reside el horror es una antología de relatos de horror cósmico inspirada en el universo de Howard Phillips Lovecraft, aunque realizada por escritores de terror españoles.
Publicada por Edge Entertainment en 2014 y realizada bajo el sello de Nocte, la Asociación Española de Escritores de Terror, la obra está dirigida por el escritor y antólogo Rubén Serrano.
El libro incluye 18 relatos de conocidos autores de género fantástico como David Jasso, Juan Ángel Laguna Edroso, Miguel Puente y otros.
Este volumen daba continuidad a la línea editorial iniciada por Edge Entertainment en 2011 con Los nuevos Mitos de Cthulhu y que fue seguida en 2012 por Las mil caras de Nyarlathotep. Posteriormente, en 2017, le siguió un cuarto volumen titulado Ritos de Dunwich.